# Marlon Ramsey
Marlon Ramsey (né le 11 septembre 1974 à Galveston) est un ancien athlète américain pratiquant le 400 m.

## Biographie
Après avoir été au lycée West Brook de Beaumont au texas, Ramsey entre la prestigieuse Université de Baylor en 1994. Il intègre alors le groupe d'entraînement d'athlétisme des Baylor Bears dirigé par Clyde Hart.
Lorsque Ramsey arrive pour la première fois sur le campus de l'université, il est terrifié à l'idée de se retrouver face à Michael Johnson, lui aussi entraîné par Hart : « C'était comme si un rêve venait de se réaliser. Maintenant, il est une habitude de tous les jours. Il est l'un des athlètes. Il ne veut pas vous regarder ou vous traiter différemment des autres. Il est une très bonne motivation pour moi. Il reste derrière moi et il me pousse à faire bien.
En 1995, lors des Championnats du monde de Göteborg, Ramsey remporta la médaille d'or avec le relais américain du 4 × 400 m.